# 崎山つばさ
崎山 つばさ（さきやま つばさ、1989年〈平成元年〉11月3日 - ）は、日本の俳優。千葉県出身。スペースクラフト所属を経てフリー。2021年1月よりStar Dream Companyに所属。

## 略歴
高校生の時にエキストラとしてドラマや映画に出演していた。大学生の時に読者モデルとして活動し、大学卒業とほぼ同時期にスペースクラフト所属となる。アンダーを経て、2014年に舞台作品で俳優デビュー。その後は舞台作品を中心に活躍する。
2015年、『ミュージカル 刀剣乱舞』シリーズの石切丸役で話題となる。
2017年11月1日、「崎山つばさ with 桜men」としてCDデビュー。
2020年5月10日、スペースクラフトを離れ、以後フリーで活動する。
2021年1月よりStar Dream Companyに所属。

## 人物
- 演じることについて「キャラクターを演じるというより、そのキャラクターに「なる」を意識」している[7]。
- 役作りは原作を読む・観る他に、参考文献や演じるキャラクターに関連したものを調べてヒントを得る[7]。
- メディアのインタビュー時にはキャラクターのイメージカラーの服を着ることが多い。「CHaCK-UP」をきっかけに色を意識しはじめ、イメージカラーを着ることでキャラクターや役柄に近づく。[7]
- 高校生時代に、『週刊SPA!』で連載されていた『バカはサイレンで泣く』やデイリーポータルZで連載されていた『書き出し小説大賞』に「桜井翼」名義で投稿していたことがある[11]。
- 好きな食べ物は1位カレー 2位イチゴで、イチゴカレーを作ったことがある[12]。
- カレーが好きすぎて、レトルトカレーをプロデュースする。崎山ツバサの純喫茶ビーフカレーのレトルトカレーを販売[13]。

## 出演

### テレビドラマ
- プロポーズ大作戦 (テレビドラマ) 3話(2007年4月30日) - クレジット表示無し
- アルジャーノンに花束を 第1話・最終話（2015年4月10日・6月12日、TBS） - 恭助 役
- 御茶ノ水ロック（2018年1月18日 - 3月15日、テレビ東京） - 逢坂翔平〈SHO〉 役[14]
- ディキータマリモット〜オウセンの若者たち〜（2018年7月7日 - 9月22日、テレビ神奈川） - ダビド 役[15]
- 広告会社、男子寮のおかずくん（2019年1月15日 - 3月19日、テレビ神奈川） ‐ 東良啓介 役[16]
- 連続ドラマW 絶叫 第2話・最終話（2019年3月31日・4月14日、WOWOW）
- ワケあって火星に住みました〜エラバレシ4ニン〜 第1話（2020年1月25日、WOWOW） ‐ 東山樹 役
- ランチ合コン探偵〜恋とグルメと謎解きと〜 第8話（2020年2月27日、読売テレビ・日本テレビ系） - 松尾史郎 役
- 140字の恋（2021年3月6日 - 27日、読売テレビ） - 粒谷脩平 役[17]
- あいつが上手で下手が僕で（2021年10月7日 - 11月25日、日本テレビ） - 鳴宮良 役
  - あいつが上手で下手が僕で シーズン2（2023年4月26日 - 6月14日）[18]
  - あいつが上手で下手が僕で -巡巡決勝篇-（2024年7月19日 - 9月6日）[19]
- 科捜研の女 Season21 第5話（2021年11月18日、テレビ朝日） - 和田優 役
- 薄桜鬼（2022年1月7日 - 3月11日、WOWOW） - 主演・土方歳三 役[20]
- パティシエさんとお嬢さん（2022年1月21日 - 2月11日、テレビ神奈川） - 主演・奥野丈士 役[21]
- 決戦!源平の戦い（2022年3月31日、NHK BS4K / 2022年4月9日、NHK BSプレミアム） - 源義経 役[22]
- イケメン共よ メシを喰え 第6話（2022年8月14日、テレビ大阪・BSテレ東） - オサム 役[23]
- 遺留捜査 第7シーズン 第9話・最終話（2022年9月8日・15日、テレビ朝日） - 氷室翔太 役
- 仮面ライダーギーツ 第9話 - 第16話・第35話 - 最終話（2022年10月30日 - 12月25日・2023年5月14日 - 8月27日、テレビ朝日） - 晴家ウィン / 仮面ライダーパンクジャック 役[24][注 1]
- デブとラブと過ちと!（2022年11月7日 - 12月26日、TOKYO MX） - 前園弘樹 役[25]
- ノンレムの窓 2025・新春 第2話「よーい、フィクション!」（2025年1月5日、日本テレビ）- 服部歩夢 役[26]
- 被写界深度 第5話 - 第6話（2025年8月19日 - 9月23日、フジテレビ）- 梅さん 役[27]

### 映画
- クロガラス シリーズ（エイベックス・ピクチャーズ） - 主演・神崎黒斗 役
  - クロガラス1（2019年3月）
  - クロガラス2（2019年3月）
  - クロガラス3（2021年9月）
  - クロガラス0（2021年9月）
- いつまでも忘れないよ（2019年6月）- ダビド 役[28]
- 広告会社、男子寮のおかずくん（2019年7月）- 東良啓介 役
- 死神遣いの事件帖 シリーズ（東映ビデオ） - 庄司新之助 役
  - 死神遣いの事件帖‐傀儡夜曲‐（2020年6月）[29]
  - 死神遣いの事件帖 - 月花奇譚-（2022年11月18日）[30]
  - 死神遣いの事件帖 終（2025年6月13日）[31]
- パティシエさんとお嬢さん（2022年5月）- 主演・奥野丈士 役[21]
- 映画 刀剣乱舞-黎明- (2023年3月31日)　- 石切丸 役
- 映画 仮面ライダーギーツ 4人のエースと黒狐（2023年7月28日、東映） - 晴家ウィン / 仮面ライダーパンクジャック 役[32]

### ネット配信作品
- スマボMovie第8弾『secret～記憶の森～』（2017年11月） - 最上優希 役
- Dream Stage -読奏劇- ［#3］『太宰治 著 / 走れメロス』（2020年8月29日）
- マーダーミステリーシアター『演技の代償』（2021年2月21日、松竹 関西テレビ S-SIZE バルス）- 梅崎歩 役
- Mr.都市伝説 関暁夫のゾクッとする怪感話 朗読 生配信（2021年3月20日、BSテレ東）

- ギーツエクストラ 仮面ライダーパンクジャック（2023年5月21日、東映特撮ファンクラブ） - 主演・晴家ウィン / 仮面ライダーパンクジャック 役[33]
- 笑ゥせぇるすまん #3「ソックリさん」（2025年7月18日、Amazon Prime Video）[34][35]

### 舞台
- プレゼント◆5 シリーズ - 土星人★ドット 役
  - プレゼント◆5 -恋するオトコは眠れない-（2014年4月16日 - 21日、紀伊国屋ホール）[36]
  - プレゼント◆5 -オレは絶対悪くない-（2014年5月2日 - 6日、紀伊国屋サザンシアター）[36]
- E.T.L シリーズ - 土星人★ドット / 土岐原穣 役
  - E.T.L vol.4 〜3までのことは聞かないで〜（2014年6月2日・3日、Mt.RAINIER HALL SHIBUYA PLEASURE PLEASURE）
  - E.T.L extra 〜Volume上げてRising★ハイ!スペーストリップに出発だ!〜（2014年10月1日 - 30日、DMM VR THEATER）
  - E.T.L vol.5 ～秋といえば学園祭だけどやっぱり宇宙に連れてくね！～（2014年10月7日、AiiA 2.5 Theater Tokyo）
  - E.T.L vol.7 ～雨天決行★シャトルでキミを迎えに行くよ！～（2015年5月26日 - 27日、東京:こくみん共済 coop ホール（全労済ホール） / 6月6日 - 7日、大阪:グランフロント大阪 北館4F ナレッジシアター / 6月12日 - 13日、福岡:レソラNTT夢天神ホール(レソラホール） / 6月19日 - 20日、名古屋:中電ホール）
- CHaCK-UP シリーズ - 土星人★ドット / 土岐原穣 役
  - CHaCK-UP（2014年8月30日 - 9月7日、ラフォーレミュージアム原宿）
  - CHaCK-UP 〜ねらわれた惑星〜（2015年1月7日 - 18日、紀伊國屋サザンシアター）
  - CHaCK-CHeCK-CHaRM case001～地球のアイドルというものを勉強したのです！～ （2015年2月16日 - 17日、時事通信ホール）
  - こどものおもちゃ（2015年8月20日 - 30日、銀座 博品館劇場）
  - CHaCK-UP -Episode.0-（2015年12月16日 - 20日、紀伊國屋サザンシアター / 26日・27日、神戸朝日ホール）
- コミックジャック（2014年11月13日 - 24日、サンシャイン劇場）
- 孤島の鬼（2015年4月22日 - 5月4日、赤坂RED THEATER） - 私 役
- 刀剣乱舞 シリーズ - 石切丸 役
  - ミュージカル『刀剣乱舞』トライアル公演（2015年10月30日 - 11月8日、AiiA 2.5 Theater Tokyo）
  - ミュージカル『刀剣乱舞』〜阿津賀志山異聞〜（2016年5月27日 - 6月12日、AiiA 2.5 Theater Tokyo / 6月17日 - 19日、森ノ宮ピロティホール / 6月23日 - 26日、京都劇場）
  - 嚴島神社 世界遺産登録20周年記念奉納行事 ミュージカル『刀剣乱舞』 in 嚴島神社（2016年11月12日、広島県・嚴島神社高舞台[国宝]）
  - ミュージカル『刀剣乱舞』〜真剣乱舞祭2016〜（2016年12月13日、大阪城ホール / 12月20日 - 21日、両国国技館）
  - ミュージカル『刀剣乱舞』〜三百年の子守唄〜（2017年3月4日 - 26日、AiiA 2.5 Theater Tokyo / 4月1日 - 9日、梅田芸術劇場メインホール / 4月14日 - 23日、AiiA 2.5 Theater Tokyo / 5月19日 - 21日、珠海大劇院）
  - ミュージカル『刀剣乱舞』〜真剣乱舞祭2017〜（2017年12月8日 - 9日、日本武道館 / 12月12日 - 13日、大阪城ホール / 12月19日 - 20日、さいたまスーパーアリーナ / 12月23日 - 24日、広州体育館）
  - ミュージカル『刀剣乱舞』〜阿津賀志山異聞2018 巴里〜（2018年7月15日、パレ・デ・コングレ・ド・パリ大劇場 / 8月3日 - 19日、日本青年館ホール）
  - ミュージカル『刀剣乱舞』〜真剣乱舞祭2018〜（2018年11月24日、サンドーム福井 / 11月27日 - 28日、日本武道館 / 12月5日 - 6日、宮城県総合体育館 / 12月11日 - 12日、大阪城ホール / 12月15日 - 16日、幕張メッセ国際展示場9･10･11ホール）
  - ミュージカル『刀剣乱舞』〜三百年の子守唄2019〜（2019年1月20日 - 2月3日、東京 天王洲 銀河劇場 / 2019年2月8日 - 11日、大阪 サンケイホールブリーゼ / 2019年2月17日 - 3月3日、京都劇場 / 2019年3月15日 - 24日、TOKYO DOME CITY HALL）
  - ミュージカル『刀剣乱舞』歌合 乱舞狂乱（2019年11月24日、ビッグハット / 11月28日・29日、セキスイハイムスーパーアリーナ / 12月6日・7日、北海きたえーる / 12月12日・13日、福岡国際センター / 12月21日・22日、広島グリーンアリーナ / 2020年1月4日 - 1月5日、さいたまスーパーアリーナ / 1月11日 - 1月12日、Aichi Sky Expo（愛知県国際展示場）ホールA / 1月15日 - 1月16日、大阪城ホール / 1月22日 - 1月23日、武蔵野の森総合スポーツプラザメインアリーナ）
  - ミュージカル『刀剣乱舞』目出度歌誉花舞 十周年祝賀祭（2025年7月29日 - 7月30日、東京ドーム）[37]
- ノラガミ（2016年1月28日 - 31日） - 優流 役
- Dance with Devils（2016年3月3日 - 13日、AiiA 2.5 Theater Tokyo） - 楚神ウリエ 役
- クジラの子らは砂上に歌う シリーズ - スオウ 役
  - クジラの子らは砂上に歌う（2016年4月14日 - 19日、AiiA 2.5Theater Tokyo）
  - クジラの子らは砂上に歌う（2018年1月25日 - 28日、AiiA 2.5 Theater Tokyo / 2月2日 - 4日、サンケイホールブリーゼ ）
- ROCK MUSICAL BLEACH 〜もうひとつの地上〜（2016年7月28日 - 8月7日、AiiA 2.5 Theater Tokyo / 8月24日 - 28日、京都劇場） - 阿散井恋次 役
- *pnish*vol.15 『サムライモード』（2016年9月24日 - 27日、サンシャイン劇場 / 10月1日・2日、新神戸オリエンタル劇場） - ナミキヨ 役
- 甲鉄城のカバネリ（2017年1月6日 - 12日、シアター1010） - 拾禊 役
- 錆色のアーマ（2017年6月8日 - 18日、AiiA 2.5 Theater Tokyo / 6月22日 - 25日、森ノ宮ピロティホール）- 不如帰 役
- 煉獄に笑う（2017年8月24日 - 9月3日、サンシャイン劇場 / 9月9日 - 10日、森ノ宮ピロティホール） - 曇芭恋 役
- 御茶ノ水ロック -THE LIVE STAGE-（2018年3月30日 - 4月15日、AiiA 2.5 Theater Tokyo） - 逢坂翔平〈SHO〉役
- 舞台『幕末太陽傳 外伝』（2019年4月18日 - 28日、三越劇場） - 主演・居残り佐平次 役[38]
- LOOSER〜失い続けてしまうアルバム〜（2019年6月6日 - 9日、品川プリンスホテルステラボール / 6月15日・16日、森ノ宮ピロティホール） - 主演・シゲ 役
- 朗読劇「Reading Stage『百合と薔薇』※薔薇公演」（2019年6月11日、品川プリンスホテル クラブeX） - 天野ヒカル 役
- 幽☆遊☆白書 シリーズ - 主演・浦飯幽助 役
  - 幽☆遊☆白書（2019年8月28日 - 9月2日、東京:シアター1010 / 9月4日 - 8日、大阪:森ノ宮ピロティホール / 9月10日 - 12日、福岡:ももちパレス / 9月20日 - 22日、愛知:一宮市民会館）
  - 幽☆遊☆白書 其の弍 （2020年12月4 日 - 15日、品川プリンスホテルステラボール / 12月18日 - 20日、COOL JAPAN PARK OSAKA WWホール / 12月23日 - 30日、京都劇場）
- 死神遣いの事件帖‐鎮魂侠曲‐（2020年7月23日 - 8月2日、東京:サンシャイン劇場 / 8月5日 - 9日、大阪:梅田芸術劇場 シアター・ドラマシティ / 8月13日、福岡:福岡サンパレス / 8月15日、広島:上野学園ホール） - 主演・庄司新之助 役
- ラヴ・レターズ LOVE LETTERS 〜30th Anniversary Special〜（2020年8月23日、PARCO劇場） - アンドリュー・メイクピース・ラッド三世 役[39]
- 高橋悠也×東映シアタープロジェクト TXT vol.2「ID」（2021年6月17日 - 27日、よみうり大手町ホール / 7月2日 - 4日、サンケイホールブリーゼ） - 主演・生徒会長&ジョー 役 (2役)
- 音楽劇「キセキ -あの日のソビト-」（2021年10月22日 - 11月7日、紀伊國屋サザンシアター TAKASHIMAYA / 11月11日・12日、COOL JAPAN PARK OSAKA WWホール） - 主演・JIN 役
- あいつが上手で下手が僕で シリーズ - 鳴宮良 役
  - 1stシーズン（2021年12月9日 - 17日、かつしかシンフォニーヒルズ モーツァルトホール / 12月23日 - 26日、東大阪市文化創造館）
  - 2ndシーズン スピンオフイベント「らふちゅーぶ単独ライブ～Spark!!～」（2023年1月15日、草月ホール）[40]
- 怖い絵（2022年3月4日 - 21日、よみうり大手町ホール / 3月24日 - 27日、COOL JAPAN PARK OSAKA TTホール） - 鷹野雄二 役[41]
- チコちゃんに叱られる! on STAGE（2022年3月18日、日本青年館ホール）※回替わりゲスト
- プロペラ犬 第8回公演「僕だけが正常な世界」（2022年12月16日 - 25日、東京芸術劇場シアターウエスト） -  主演・ミチル 役
- DisGOONie Presents Vol.12 舞台「玉蜻 〜新説・八犬伝」（2023年2月10日 - 19日、EXシアター六本木 / 2月25日・26日、COOL JAPAN PARK OSAKA WWホール） - 主演・犬塚信乃 役
- サンソン -ルイ16世の首を刎ねた男-（2023年4月14日 - 30日、東京建物Brilliaホール / 5月12日 - 14日、オリックス劇場 / 5月20日 - 21日、まつもと市民芸術館） -  トビアス 役
- リーディングシアター「アドレナリンの夜」『ラジオ』、『麻酔』、『台本』（2023年10月9日、東京建物Brilliaホール）
- 明治座創業150周年記念 舞台「赤ひげ」（2023年10月28日 - 11月12日、明治座 / 12月14日 - 16日、新歌舞伎座） - 津川玄三 役[42]
- 朗読劇「はじめての」後編（2024年1月8日、シアター1010） - 安永宗一 役[43]
- エウリディケ（2024年2月4日 - 18日、世田谷パブリックシアター / 2月24日 - 25日、梅田芸術劇場 シアター・ドラマシティ） - 危険で面白い男 / 地下の国の王 役[44]
- ポート・オーソリティ-港湾局-（2024年3月28日 - 31日、シアタートラム） - ケヴィン役[45]
- 三人芝居「怪物の息子たち」（2024年5月30日 - 6月9日、よみうり大手町ホール） - 主演・宝田蒼空 役[46]
- 朗読劇 細雪（2024年6月22日・23日、明治座） - 貞之助（次女・幸子の夫） 役[47]
- a Novel 文書く show（2024年7月12日 - 21日、俳優座劇場） - 主演・高橋裕樹 役[48]
- Reading Musical「BEASTARS」（2024年9月3日 - 8日、シアター1010 / 9月14日 - 16日、COOL JAPAN PARK OSAKA TTホール） - ルイ 役（歌い手・読み手）[49]
  - Reading Musical「BEASTARS」episode1（2025年9月28日 - 10月2日〈予定〉、シアター1010 / 10月11日 - 13日〈予定〉、COOL JAPAN PARK OSAKA TTホール）[50]
- No.9 -不滅の旋律-（2024年12月21日 - 31日、東京国際フォーラム ホールC / 2025年1月11日・12日、久留米シティプラザ / 1月18日 - 20日、オリックス劇場 / 2月1日・2日、アクトシティ浜松 大ホール） - カスパール・アント・カール・ベートーヴェン 役[51]
- マーダーミステリーシアター「殺意の代償」（2025年3月15日、品川プリンスホテル クラブeX） - 今泉潤 役[52]
- MENSOUL PROJECT「BUT・AND」 - 主演・中神孝宏 役（2025年4月2日 - 13日、あうるすぽっと）[53]
- ミュージカル「LAZARUS-ラザルス-」（2025年5月31日 - 6月14日、KAAT神奈川芸術劇場 ホール / 6月28日・29日、フェスティバルホール） - ベン 役[54][55]
- 舞台「アーモンド」（2025年8月30日 - 9月14日〈予定〉、シアタートラム / 9月19日 - 21日〈予定〉、近鉄アート館） - ゴニ 役[56]
- 忠臣蔵（2025年12月12日 - 28日〈予定〉、明治座 / 2026年1月3日 - 6日〈予定〉、御園座 / 1月10日〈予定〉、高知県立県民文化ホール /  1月17日〈予定〉、富山県民会館 / 1月24日 - 27日〈予定〉、梅田芸術劇場 メインホール / 1月31日〈予定〉、長岡市立劇場） - 不破数右衛門 役[57]

### テレビアニメ
- 錆色のアーマ-黎明-（2022年） - 不如帰 役[58]

### テレビ番組
- 俺旅。（東名阪ネット6）
  - シーズン4（2018年1月 - 3月）
  - 俺旅。 シーズン5（2019年1月 - 3月、東名阪ネット6）
- シブヤノオト Presents ミュージカル『刀剣乱舞』 -2.5次元から世界へ-（2018年10月27日、NHK総合）
- 翼旅（2021年1月11日 - 3月22日、テレビ神奈川）
- 土曜はナニする!?「イケドラ」（2021年2月6日 - 27日、関西テレビ）
- 歴史探偵（NHK総合）
  - 「ヒーロー義経」（2022年4月27日）- 源義経 役
  - 「源平合戦 壇の浦の戦い」（2022年5月4日）- 源義経 役
  - 「家康VS秀吉 どうする家康コラボスペシャル（前編）・（後編）」（2023年8月23日・30日）- 徳川家康 役
- まる得マガジン（2022年6月6日 - 9日・13日 - 16日、NHK Eテレ）

### CM
- 大正製薬 大正漢方胃腸薬 小栗旬 「走る男・帰郷」篇（2013年12月12日）
- 日清 旅するエスニック「ここにあるよ」（2019年4月18日、Web CM）- グリーンカレーの妖精 役

### インターネット番組
- さともつチャンネル 第12回ゲスト（2017年4月4日、ニコニコ生放送）
- 黒羽麻璃央の僕らん家おいでよ 第4回ゲスト（2018年5月9日、ニコニコ生放送）
- ダミヘの扉（2017年10月16日・2018年8月23日、ニコニコ生放送）
- シブヤノオト ライブストリーミング（2018年10月28日、NHKライブストリーミング）
- YOSHIKIチャンネル 対談ゲスト（2019年3月6日、ニコニコ生放送）
- シアターコンプレックス応援トークライブ 演劇プロデューサー松田誠対談（2020年5月20日）
- 水野美紀の映画生活（2022年12月9日、YouTube）
- デリッシュキッチン お料理向上委員会 第204・207・210・213回ゲスト（2024年11月、YouTube）

### ライブ
- 崎山つばさ PREMIUM CHRISTMAS NIGHT〜UTOPIA〜（2018年12月25日 Zepp Divercity Tokyo）
- TSUBASA SAKIYAMA PREMIUM LIVE 2019  -Flow＊er- (フローアール)（2019年10月1日 東京：新木場スタジオコースト、4日 大阪：Zepp Namba）
- Billboard Live 〜latte〜Billboard Live 横浜（2021年5月14日）
- Billboard Live 〜latte〜Billboard Live 大阪（2021年7月12日）
- Billboard Live 〜latte〜Billboard Live 東京（2021年7月20日）
- 10th Anniversary LIVE in Billboard Osaka（2025年4月28日）
- 10th Anniversary LIVE in Billboard YOKOHAMA（2025年5月1日）

### イベント
- 「コス☆メン フェスティバル vol.13 ～十三夜の月待ち～」CHaCK-UP （2014年9月19日、TSUTAYA O-EAST）
- 「ネルケプランニング20th ANNIVERSARY ネルフェス2014 in 武道館」CHaCK-UP （2014年11月7日、日本武道館）
- 「コス☆メンフェスティバルvol.15～宿命の夜想曲～(さだめのノクターン)」土岐原穣 役 （2015年9月19日、TSUTAYA O-EAST）
- 「みんなで！ドルフェス2015」CHaCK-UP（2015年10月14日(水)・15日(木) 、TSUTAYA O-EAST）
- 「第18回 Japan Expo Paris 2017」ミュージカル『刀剣乱舞』スペシャルステージ（2017年7月7日 - 8日、パリ・ノール・ヴィルパント展示会場）[59]
- 「2018 TSUBASA SAKIYAMA  FAN MEETING in Hong Kong」（2018年2月10日 (土)／THE ANNEX ）
- 「2018 TSUBASA SAKIYAMA  FAN MEETING in Taipei」（2018年2月11日 (日)／松菸誠品表演廳）
- 「第19回 Japan Expo Paris 2018」ミュージカル『刀剣乱舞』スペシャルステージ（2018年7月8日、パリ・ノール・ヴィルパント展示会場）
- 「a-nation 2018 supported by dTV & dTVチャンネル」 オープニングアクト:崎山つばさ with 桜men（2018年8月26日、東京・味の素スタジアム）[60]
- 「神戸スカイランタン祭り2019」※トークゲスト（2019年7月6日 (土)／神戸メリケンパーク）
- 野球伝来150年記念イベント「⽇本プロ野球名球会vs松⽵ロビンス」（軟式野球7回戦）（2023年1月29日、愛媛:松⼭中央公園内坊っちゃんスタジアム）[61]
- 崎山つばさ Birthday Event
  - 崎山つばさバースデーバスツアー（2016年11月3日、茨城県）
  - ファンツアー「サキヤマフェス!!!」（2017年10月28日 - 29日、長野県 白樺リゾート 池の平ホテル）
  - 29th（2018年11月3日 大阪:朝日生命ホール / 11月4日 横浜:はまぎんホールヴィアマーレ）
  - 30th（2019年10月27日 大阪:マイドームおおさか Eホール / 11月3日 東京:品川グランドホール）
  - 31th（2020年10月31日 東京:メルパルクホール東京 / 11月3日 大阪:サンケイホールブリーゼ）
  - 32nd（2021年11月13日 東京:有楽町よみうりホール / 11月20日 大阪:サンケイホールブリーゼ）
  - 33rd（2022年10月30日 大阪:エル・おおさか　エル・シアター / 11月3日 東京:日経ホール）
  - 34th（2023年11月18日 大阪:朝日生命ホール / 11月23日 東京:ニッショーホール）
  - 35th（2024年10月26日 大阪:朝日生命ホール /   11月3日 東京:東京証券会館）
  - 36th〈予定〉（2024年10月25日 大阪:朝日生命ホール /   11月3日 東京:東京証券会館）
- 崎山つばさオフィシャルサイトお茶会イベント（2018年8月23日、Royal Garden Cafe AOYAMA）
- 夏のマニア感謝祭
  - 2022（2022年8月20日 SUBIR AKASAKA TOKYO）
  - 2023（2023年8月12日 TOKYO FMホール）
  - 2024（2024年8月3日 TOKYO FMホール）
  - 2025（2025年8月3日 東京証券会館）

### ラジオ
- ドル★ラジ（2014年10月10日 20時 - 21時/2015年7月17日　20時 - 21時、レインボータウンFM）
- TS ONE 2.5次元男子放送部（2017年7月26日・8月4日）
- オールナイトニッポンi「おしゃべや」（2017年8月21日 - 2019年9月9日）
- ミュージカル刀剣乱舞ラジオ 第11回 - 12回・18回 - 21回（2018年6月19日 - 24日・8月6日 - 28日、ニッポン放送）[62]
- 崎山つばさの初告白（2018年10月4日 - 27日(全12回)、マンガPark）
- 刀剣乱舞2.5ラジオ 第9回 - 13回（2019年6月2日 - 30日、ニッポン放送）[63]
- 神社の時間（2021年4月3日 - 6月26日、2022年4月2日 - 6月25日、AuDee）
- 湘南カミシモラジオ（2021年10月1日・10月13日・11月17日、Twitter space）

### ゲーム
- 仮面ライダーバトル ガンバレジェンズ（2024年、アーケード） - 仮面ライダーパンクジャック 役[64]

### 玩具
- 仮面ライダーギーツ PREMIUM DXメモリアルモンスターレイズバックル（2024年8月、玩具ボイス）
- 仮面ライダーギーツ PREMIUM DXマグナムシューター40X（2024年11月、玩具ボイス）
- 仮面ライダーギーツ PREMIUM DXメモリアルフィーバースロットレイズバックル（2024年12月、玩具ボイス）

## 音楽

### CD
シングル
| # | 発売日        | タイトル                              | 名義                  | 収録内容 |
| - | ------------- | ------------------------------------- | --------------------- | --- |
| 1 | 2017年11月1日 | 月花夜                                | 崎山つばさ with 桜men | 全2曲 1. 月花夜（舞台「煉獄に笑う」劇中歌） 2. 君の隣へ（アプリゲーム「茜さすセカイでキミと詠う」第二期オープニングテーマ） 3. 月花夜（Acoustic version） 4. 月花夜（Instrumental） 5. 君の隣へ（Instrumental） 特典映像 1. 月花夜(MUSIC VIDEO) 2. 月花夜(MAKING VIDEO)                                                      |
| 2 | 2018年5月2日  | 螺旋                                  | 崎山つばさ with 桜men | 全2曲 1. 螺旋 2. 上弦の月 3. 螺旋 (CMJK remix) 4. 螺旋(Instrumental) 5. 上弦の月(Instrumental) 特典映像 1. 螺旋(MUSIC VIDEO) 2. 螺旋(MAKING VIDEO) |
| 3 | 2018年9月12日 | Crescent Moon                         | 崎山つばさ            | 全2曲 1. Crescent Moon（アプリゲーム「イケメンヴァンパイア」1周年記念テーマソング） 2. キンモクセイ 3. Crescent Moon（Instrumental） 4. キンモクセイ（Instrumental） 特典映像 1. Crescent Moon(MUSIC VIDEO) 2. Crescent Moon(MAKING VIDEO)                                                                                   |
| 4 | 2019年8月7日  | Salvia／太陽系デスコ -崎山つばさver.- | 崎山つばさ            | 全2曲 1. Salvia 2. 太陽系デスコ -崎山つばさver.-（日本テレビ系『それって!?実際どうなの課』エンディングテーマ） 3. Salvia（Rearrange ver.） 4. Salvia(Instrumental) 5. 太陽系デスコ -崎山つばさver.-(Instrumental) 特典映像 1. 太陽系デスコ -崎山つばさver.-(MUSIC VIDEO) 2. MAKING VIDEO 3. ダンシング☆サムライ(DANCE VIDEO) |
| 5 | 2020年1月29日 | 桜時雨／忘れな歌                      | 崎山つばさ            | 全2曲 1. 桜時雨（日本テレビ系『バズリズム02』オープニングテーマ） 2. 忘れな歌 3. 桜時雨 (Rearrange ver.) 4. 桜時雨 (Instrumental) 5. 忘れな歌 (Instrumental) 特典映像 1. 桜時雨 (MUSIC VIDEO) 2. 桜時雨 (MAKING VIDEO) |

アルバム
| # | 発売日         | タイトル    | 名義       | 収録内容 |
| - | -------------- | ----------- | ---------- | --- |
| 1 | 2018年12月19日 | UTOPIA      | 崎山つばさ | 全12曲 1. UTOPIA 2. Re:quest 3. Crescent Moon 4. スノーギフト 5. IN THE HIGHWAY 6. この「薄情」天空に投げて 7. ふるさと 8. 月花夜 9. 螺旋 10. 薫ル恋ノ夢 11. frost flower 12. ダンシング☆サムライ 13. キンモクセイ-Acoustic Version-（CD only盤（AVCD-96063）のみ） 特典映像 - MV盤（AVCD-96061/B） 1. 月花夜 -MUSIC VIDEO- 2. 螺旋 -MUSIC VIDEO- 3. Crescent Moon -MUSIC VIDEO- 4. UTOPIA -MUSIC VIDEO- 5. UTOPIA -MAKING VIDEO- - スペシャル映像盤（AVCD-96062/B） 1. SPECIAL MOVIE |
| 2 | 2021年4月21日  | latte       | 崎山つばさ | 全6曲 1. 叫べ 2. 幻想人 3. 桜時雨 4. 春始笑 5. Salvia 6. story 7. 春始笑 (PIANO INSTRUMENTAL) （CD only盤（AVCD-96699）のみ） 特典映像 - MV盤（AVCD-96697/B） 1. Salvia MUSIC VIDEO 2. 桜時雨 MUSUICVIDEO 3. 叫べ MUSIC VIDEO - スペシャル映像盤（AVCD-96698/B） 1. Tsubasa Sakiyama in ASO |
| 3 | 2022年4月27日  | petit fours | 崎山つばさ | 全5曲 1. 正偽 2. ( i + i ) 3. 地図 4. Raise 5. if u 6. 正偽 (Instrumental) 7. ( i + i ) (Instrumental) 8. 地図 (Instrumental) 9. Raise (Instrumental) 10. if u (Instrumental) （6 - 10 : CD only盤（AVCD-96962）のみ） 特典映像 1. 正偽 Music Video 2. ( i + i ) Music Video 3. if u Music Video Bonus Track 4. ( i + i ) -Music Video Behind The Scene- 5. if u -Music Video Behind The Scene- （初回生産限定盤（AVCD-96959/B）のみ）                                                |

### DVD・Blu-ray
| # | 発売日        | タイトル                                                      | 名義       | 収録内容 |
| - | ------------- | ------------------------------------------------------------- | ---------- | --- |
| 1 | 2019年3月20日 | 崎山つばさ1st LIVE -UTOPIA-                                   | 崎山つばさ | 全16曲 1. Prologue to UTOPIA 2. UTOPIA 3. Crescent Moon 4. Re:quest 5. この「薄情」天空に投げて 6. IN THE HIGHWAY 7. スノーギフト 8. ふるさと 9. キンモクセイ 10. 月花夜 11. 上弦の月 12. 薫ル恋ノ夢 13. 螺旋 14. 君の隣へ 15. frost flower 16. ダンシング☆サムライ 特典映像 1. The making of 1st LIVE -UTOPIA-                                                                                                |
| 2 | 2020年3月25日 | Flow＊er(フローアール) ～TSUBASA SAKIYAMA LIVE & TRIP MOVIE～ | 崎山つばさ | 全16曲 1. At the beginning -OPSE- 2. Re:quest 3. FREE YOUR HAND 4. Believer 5. Salvia 6. スノーギフト 7. 月花夜 8. キンモクセイ 9. 朗読「サルビアの花束」 10. Break Through! 11. ダンシング☆サムライ 12. 太陽系デスコ 13. Crescent Moon 14. 螺旋 15. frost flower 16. 君の隣へ 特典映像 1. Salvia -MUSIC VIDEO- 2. 石垣島ロケメイキング映像 3. TSUBASA SAKIYAMA PREMIUM LIVE 2019 -Flow*er- (Live Documentary) |
| 3 | 2022年2月2日  | 崎山つばさ Billboard Live ～latte～                           | 崎山つばさ | 全12曲 1. Overture 2. 月花夜 3. 上弦の月 4. 幻想人 5. story 6. 螺旋 7. BAND Session 8. 叫べ 9. キンモクセイ 10. 春始笑 11. Salvia 12. ふるさと 特典映像 1. The making of Billboard Live ～latte～ |

#### キャラクターソング
シングル
| # | 発売日               | タイトル                                                                           | 名義                                      | 歌唱曲 |
| - | -------------------- | ---------------------------------------------------------------------------------- | ----------------------------------------- | --- |
| 1 | 2016年1月1日         | 刀剣乱舞（ミュージカル『刀剣乱舞』 1st Single）                                    | 刀剣男士 team三条 with 加州清光（石切丸） | 計9曲 01. 刀剣乱舞 02. Additional Times（限定盤A） 02. Love Story（限定盤B） 02. 大袈裟（限定盤C） 02. タカラモノ Song by 三日月宗近・石切丸・岩融・今剣（限定盤D） 02. まばたき（限定盤E） 02. Show Me The World（限定盤F） 03. 漢道（限定盤B） 03. Gateway（限定盤C） |
| 2 | 2016年7月6日         | キミの詩（ミュージカル『刀剣乱舞』 2nd Single）                                    | 刀剣男士 team三条 with 加州清光（石切丸） | 計7曲 01. キミの詩 02. サヨナラ(限定盤B) 02. 勝利の旗(限定盤C) 02. 戦うモノの鎮魂歌－レクイエム－(限定盤D) 02. えおえおあ song by 小狐丸・石切丸・岩融・今剣(限定盤E) 02. 描いていた未来へ(限定盤F) 03. キミの詩 ～リーディング石切丸～(限定盤C)                        |
| 3 | 2017年9月27日        | 勝利の凱歌（ミュージカル『刀剣乱舞』 4th Single）                                  | 刀剣男士 formation of 三百年（石切丸）    | 計5曲 01. 勝利の凱歌 02. Can you guess what?(限定盤A) 02. Jackal(限定盤C) 02. Don’t worry, don't worry song by 石切丸・物吉貞宗(限定盤E) 02. 歓喜の華(限定盤F) |
| 4 | 2019年9月4日         | 鼓動（ミュージカル『刀剣乱舞』 7th Single）                                        | 刀剣男士 formation of 三百年（石切丸）    | 計5曲 01. 鼓動 02. 響きあって(限定盤A) 02. 手が届くまで song by 石切丸・にっかり青江(限定盤B) 02. Stay with me(限定盤C) 02. 闘魂歌(限定盤F) |
| 5 | 2020年1月22日        | Lost The Memory（ミュージカル『刀剣乱舞』 8th Single）                             | 刀剣男士 team三条 with 加州清光（石切丸） | 計6曲 01. Lost The Memory 02. 365色(限定盤A) 02. だいすき(限定盤C) 02. Looking for your Love(限定盤D) 02. 断然、君に恋してる！ song by 石切丸・岩融・今剣(限定盤E) 03. In My Light                                                                                      |
| 6 | 2022年3月9日         | Faith（アニメ『錆色のアーマ -黎明-』OP）                                           | 錆色のアーマ（不如帰）                    | 計1曲 02. Never ending soul |
| 7 | 2023年5月5日配信開始 | ROLLIN’ ROLLIN’ PUNK KING（『ギーツエクストラ 仮面ライダーパンクジャック』主題歌） | ウェザーハーツ（晴家ウィン）              | 計1曲 ROLLIN’ ROLLIN’ PUNK KING |

アルバム
| # | 発売日         | タイトル                                                                         | 名義                                           | 歌唱曲 |
| - | -------------- | -------------------------------------------------------------------------------- | ---------------------------------------------- | --- |
| 1 | 2016年8月10日  | ミュージカル『刀剣乱舞』〜阿津賀志山異聞〜（ミュージカル『刀剣乱舞』 1st Album） | 刀剣男士 team三条 with 加州清光（石切丸）      | <DISC1> 計7曲 01. 刀剣乱舞 02. 勝利の旗 03. 戦うモノの鎮魂歌―レクイエム― 05. うたかたの子守唄 song by 小狐丸・石切丸 08. 矛盾という名の蕾 song by 石切丸・加州清光 09. おぼえている 10. キミの詩 <DISC2> 計12曲 01. mistake 02. Additional Times 03. Gateway 04. Show Me The World 05. 描いていた未来へ 06. えおえおあ song by 小狐丸・石切丸・岩融・今剣 07. サヨナラ 08. タカラモノ song by 三日月宗近・石切丸・岩融・今剣 11. Love Story 12. 大袈裟 13. まばたき 14. 漢道 |
| 2 | 2017年11月8日  | ミュージカル『刀剣乱舞』〜三百年の子守唄〜（ミュージカル『刀剣乱舞』 3rd Album） | 刀剣男士 formation of 三百年（石切丸）         | <DISC1> 計8曲 02. 勝利の凱歌 03. 刀剣乱舞 ～三百年の子守唄～ 05. 希望の源 song by 石切丸・蜻蛉切・物吉貞宗 08. かざぐるまⅠ song by 石切丸・千子村正・蜻蛉切・大倶利伽羅 09. 瑠璃色の空Ⅱ song by 石切丸 11. かざぐるまⅡ song by 石切丸 12. 力があれば… song by 石切丸 13. 瑠璃色の空Ⅲ <DISC2> 計7曲 01. Can you guess what? 02. Jackal 04. Don’t worry, don't worry song by 石切丸・物吉貞宗 06. ゆうやみ 07. 君の想い星 08. 大事なものは一番近くに 09. 歓喜の華              |
| 3 | 2019年11月20日 | ミュージカル『刀剣乱舞』〜三百年の子守唄〜（ミュージカル『刀剣乱舞』 6th Album） | 刀剣男士 formation of 三百年（石切丸）         | <DISC1> 計8曲 02. 鼓動 03. 『刀剣乱舞』 〜三百年の子守唄2019〜 05. 希望の源 song by 石切丸・蜻蛉切・物吉貞宗 08. かざぐるまⅠ song by 石切丸・千子村正・蜻蛉切・大倶利伽羅 09. 瑠璃色の空Ⅱ song by 石切丸 11. かざぐるまⅡ song by 石切丸 12. 力があれば… song by 石切丸 13. 瑠璃色の空Ⅲ <DISC2> 計7曲 01. 響きあって 02. Stay with me 03. 手が届くまで song by 石切丸・にっかり青江 06. 百万回のありがとう 07. Junk History 08. その胸に風を 09. 闘魂歌                       |
| 4 | 2018年3月14日  | 御茶ノ水ロック                                                                   | The DIE is CAST（逢坂翔平<SHO>）               | 計3曲 01. FREE YOUR HAND 03. Why? 05. Believer |
| 5 | 2021年11月23日 | あいつが上手で下手が僕で（『あいつが上手で下手が僕で』1stシーズンEP）            | 湘南劇場おーるすたーず、らふちゅーぶ（鳴宮良） | 計2曲 01. Next Stage 03. Spark‼ |
| 6 | 2022年3月16日  | アイドルステージ MUSIC COLLECTION vol.2                                          | CHaCK-UP（土星人★ドット / 土岐原穣）           | <DISC1> 全14曲 01. CHaCK-UP～銀河伝説～ 02. ON TOP! 03. 初恋シチュエーション シャトルバージョン 04. 初恋シチュエーション スクールバージョン 05. 無重力LOVE 06. SOJ学院校歌 07. キセキのカケラ 08. Check in and Go 09. RAIN DANCE 10. Big★Bang 11. RISE-5番目の季節 12. Joker Game 13. アルタイル 14. 宝の地図 |
| 7 | 2022年4月6日   | ALBADA（アニメ『錆色のアーマ -黎明-』キャラクターソングアルバム）                | 錆色のアーマ（不如帰）                         | 計1曲 09. After the Climb |

## 書籍
- 崎山つばさファースト写真集「YOKU」（2017年1月26日、徳間書店）[66]
- 崎山つばさセカンド写真集「THE RAW」（2019年3月27日、講談社）
- フォトエッセイ「崎山つばさ 神推し」（2022年5月26日、扶桑社）
- 崎山つばさ料理本「つばさ食堂」 by TVガイドStage Stars（2023年12月22日、東京ニュース通信社）